# Liste des partis politiques à Cuba
Cet article répertorie les partis politiques à Cuba.

## Présentation
Aucun parti n'est autorisé à faire campagne ou à proposer des candidats pour les élections, y compris le Parti communiste. Les candidats sont élus au cours d'élections à candidature unique, sans implication formelle des partis politiques, bien que les assemblées élues soient dans les faits principalement composées de membres du parti dominant et de candidats non-affiliés.
Pour l'universitaire Samuel Farber le Parti communiste cubain n’est pas un parti car cela nécessiterait l’existence d’autres partis politiques. Mais c'est la structure qui « monopolise la vie politique, sociale et économique de la société cubaine ».

## Partis
- Parti communiste de Cuba (Partido Comunista de Cuba)
- Mouvement libéral cubain (Parti Libéral Nacional de Cuba)
- Union libérale cubaine (Union Libérale Cubana, membre LI)
- Parti démocrate chrétien de Cuba (Partido Demócrata Cristiano de Cuba)
- Courant socialiste démocratique cubain (Corriente Socialista Democratica Cubana)
- Parti social-révolutionnaire démocratique de Cuba (Partido Social Revolucionario Democrático de Cuba)
- Parti de la solidarité démocratique (Partido Solidaridad Democrática, membre LI)
- Coordination socialdémocrate de Cuba (Coordinadora Social Demócrata de Cuba)
- Parti de la rénovation orthodoxe (Partido de la Renovación Ortodoxa)

En conséquence, les rassemblements politiques des partis de l'opposition ne se produisent qu’occasionnellement sur l'île.
La loi cubaine dispose également qu'il est interdit de recevoir des fonds provenant d'un gouvernement étranger pour les besoins d'une organisation politique.

## Partis historiques
- Parti orthodoxe
- Partido Liberal
- Partido Authentique